# Crescere, che fatica!
Crescere, che fatica! (Boy Meets World) è una popolare sitcom statunitense andata in onda negli USA per sette stagioni dal 1993 al 2000 sul network ABC.
La serie segue le vicende quotidiane e le lezioni di vita dell'adolescente Cory Matthews, dei suoi amici e della sua famiglia. 
In Italia la sitcom è andata in onda a partire dal 1996 su Rai 1 con le prime due stagioni (all'interno del programma Solletico) e, con le restanti, su Rai 2 (nel contenitore di cartoni animati Domenica Disney).
Nel 2014 è stato prodotto il sequel, Girl Meets World, con lo stesso team di autori principali.

## Trama

### Prima media (terza media) - Quarta liceo
La serie ha inizio con Cory Matthews (Ben Savage) e Shawn Hunter (Rider Strong), due studenti di Philadelphia che vorrebbero essere dovunque tranne che nella classe del sig. Feeny (William Daniels). Il fratello maggiore di Cory, Eric (Will Friedle), è uno dei ragazzi più popolari della scuola e frequenta il terzo anno delle superiori. A complicare la vita di Cory, un undicenne curioso nei confronti del mondo, c'è il fatto che il sig. Feeny è anche il suo vicino di casa, il che smaschera puntualmente ogni sua "furbata" a scuola.
All'inizio della seconda stagione, quando Cory e Shawn iniziano le superiori, conoscono Jonathan Turner (Anthony Tyler Quinn), un professore anticonvenzionale che è spesso in contrasto col sig. Feeny, neo-preside della scuola. Shawn inizia a diventare popolare a scuola, ma continua a restare amico del meno popolare Cory. Virna, la madre di Shawn, se ne va abbandonando il ragazzo e suo padre Chet (Blake Clark), il che influisce molto su Shawn; Chet, in seguito, se ne va in cerca di Virna e Shawn si trasferisce dal prof. Turner.
Durante la terza stagione, Cory inizia ad uscire con la compagna Topanga Lawrence (Danielle Fishel), la ragazza che Cory e Shawn prendevano in giro nella prima stagione; i due erano amici quando erano bambini, ma, quando avevano sette anni, Eric fece uno scherzo a Cory e il ragazzo smise di frequentare l'amica. La coppia si lascia poco tempo dopo, ma, dopo qualche mese, Cory insegue Topanga a Disney World per riconquistarla e i due si rimettono insieme. Eric si diploma e decide di prendersi un anno di pausa per scoprire cosa fare della sua vita così il ragazzo parte insieme a Cory per un road trip che dura tutta l'estate.
Al loro ritorno, il padre Alan (William Russ) decide di lasciare il suo lavoro e di aprire un negozio di articoli sportivi con Eric come suo partner. Intanto la madre di Topanga viene trasferita per lavoro a Pittsburgh, città che dista circa 300 miglia da Philadelphia. La notizia, inizialmente, devasta Cory, ma la ragazza scappa di casa e torna da lui. I genitori di Topanga decidono allora che la ragazza potrà vivere dalla zia Prudence in città finché non si diplomerà. Sul finire della stagione il prof. Turner ha un brutto incidente motociclistico nel quale rischia quasi di morire.
L'anno seguente, Eric lascia la casa dei genitori ed inizia l'università alla Pennbrook University, trasferendosi in un appartamento con un ragazzo di nome Jack Newman (Matthew Lawrence) che si scoprirà poi essere il fratellastro di Shawn. Jack si trasferisce con lui ed Eric, scoprendo, però, di avere molto poco in comune con il fratello, creando, così, parecchia tensione tra i tre. Una nuova studentessa, Angela Moore (Trina McGee-Davis), si trasferisce a Philadelphia ed inizia a frequentare Shawn. Durante le vacanze invernali, i ragazzi fanno una settimana bianca con la scuola e Cory si sloga una caviglia scendendo dal bus che ha portato i ragazzi in gita; si prende cura di lui una ragazza di nome Lauren e i due si baciano. Cory mente a Topanga dicendole che fra lui e Lauren non è successo nulla. Così, quando Topanga scopre la verità, i due si lasciano. Cory, a pezzi dopo la rottura, decide di ubriacarsi e viene arrestato insieme a Shawn. Da quel momento, i due giurano di non bere più, ma Shawn non mantiene la promessa e si presenta a scuola ubriaco. Con l'aiuto di Angela e Jack, Shawn si rende conto che l'alcolismo è presente tra i suoi famigliari e che è meglio smettere finché può. Cory e Topanga si rimettono insieme giusto in tempo per il ballo di fine anno, dove i due vengono eletti Re e Regina; la stessa sera, Amy (Betsy Randle), la madre di Cory, rivela di essere incinta. Il sig. Feeny decide di ritirarsi alla fine dell'anno scolastico e di trasferirsi nel Wyoming. Topanga viene ammessa a Yale e, anche se Cory non vuole che lei lo lasci, le dice di prendere in autonomia la decisione che ritiene più giusta per lei: la ragazza, dopo averci riflettuto, decide di non andare a Yale e restare con lui, facendogli addirittura la proposta di matrimonio alla cerimonia di diploma. Cory accetta di sposare Topanga, ma i genitori dei ragazzi non sono d'accordo su un matrimonio così prematuro, quindi i due decidono di farlo lo stesso per conto loro e subito, ma alla fine ci ripensano e decidono di farlo "nel modo giusto", davanti a parenti ed amici e, soprattutto, organizzando il tutto con calma e senza fretta.

### College
Shawn, Topanga, Cory e Angela si uniscono ad Eric e Jack alla Pennbrook University. Rachel McGuire (Maitland Ward), una nuova studentessa dal Texas, si trasferisce da Eric e Jack causando contrasti tra i due, entrambi innamorati della ragazza. Angela e Shawn si lasciano per la paura di lui di impegnarsi seriamente e, nonostante gli incoraggiamenti di Cory a tornare insieme, i due decidono di restare solo amici. Mr. Feeny ritorna a frequentare qualche classe, così gli viene offerto un lavoro all'università. Durante il loro anno da matricole, Stuart, uno dei professori, inizia a corteggiare Topanga, causando una reazione eccessiva da parte di Cory, che lo butta attraverso una porta di vetro alla Student Union. Cory viene quasi espulso, finché Lila Bolander (Bonnie Bartlett), il Rettore del college, scopre i motivi dell'aggressione, annullando ogni provvedimento contro il ragazzo. Shawn scrive una poesia per un concorso, ma decide di non leggerla; Cory la legge in pubblico senza il permesso dell'amico, causando l'ira di Shawn, in quanto la poesia trattava dei suoi sentimenti per Angela, di cui lui è ancora innamorato nonostante la rottura. Chet, il padre di Shawn e Jack, arriva per una visita e dice loro di essere tornato per restare stavolta; Shawn non gli crede e, alla fine di una discussione in ospedale, dove lo stesso Chet era ricoverato, Chet ha un attacco di cuore e muore appena dopo aver dato il regalo di compleanno (che, in realtà, si scoprirà essere soltanto una foto fatta da lui con Shawn e Jack) a Jack stesso. Shawn, devastato per la morte del padre, parte per un viaggio in macchina e decide di non tornare a Philadelphia; Cory non riesce a convincerlo a ripensarci, ma il fantasma di Chet lo aiuterà a rivedere la sua decisione. Amy dà alla luce un maschio, Joshua, che, dopo alcuni problemi di salute che mettono in crisi i Matthews, si unisce alla famiglia. Il sig. Feeny, nel frattempo, si innamora della Preside Bolander e le chiede di uscire: i due finiranno per sposarsi. 
Jack e Rachel iniziano ad uscire, quindi Eric si trasferisce. I genitori di Topanga tornano in città per comunicare alla figlia di aver divorziato e la notizia devasta la ragazza, che decide di annullare i preparativi del matrimonio con Cory per poi arrivare a lasciarlo perché terrorizzata che finiranno come i suoi genitori. Intanto, il padre di Angela arriva in città e Shawn, che ha superato le sue insicurezze e capito di voler tornare con lei, cerca di fargli una buona impressione per convincerla a dare un’altra possibilità alla loro storia, ma la ragazza non vuole rimettersi con lui perché teme di lasciarlo come sua madre lasciò suo padre; tuttavia, proprio grazie all’aiuto del padre di Angela, i due si chiariscono e si rimettono insieme, così come Cory e Topanga, che ricominciano a pianificare il matrimonio. La coppia finalmente si sposa in una bella cerimonia durante la quale, però, Cory e Shawn hanno una lite perché sanno che la nuova vita matrimoniale di Cory comporterà per lui dei cambiamenti di priorità, che inevitabilmente lo porteranno per la prima volta nella loro vita a mettere in secondo piano la loro amicizia: dopo aver accettato questa nuova consapevolezza, i due si riappacificano. Al ritorno dalla luna di miele, Cory e Topanga non sanno dove vivere perché nei dormitori dell'università non sono ammesse le coppie sposate: i due si trasferiscono allora nei dormitori per coppie sposate che sono, però, degli appartamenti disgustosi, ma Cory ne sistema uno per lui e la moglie. Gli amici, a causa di uno scherzo, iniziano poi una “guerra” amichevole che vede contrapposti Cory, Shawn e Topanga contro Jack, Angela e Rachel; tuttavia, la cosa va troppo per le lunghe e la loro amicizia subisce un duro contraccolpo. Mr. Feeny ed Eric cospirano allora per riunire i due gruppi e, dopo un flashforward che mostra le vite future dei ragazzi nel caso non si frequentino più, gli amici si riconciliano. Topanga ed Eric decidono poi di iniziare una dieta, ma Cory e Shawn fraintendono il cambio d'atteggiamento di Topanga nei confronti del cibo e pensano che la ragazza sia incinta, voce che inizia a diffondersi con il passaparola e di cui tutti si convincono. Alla fine la ragazza rivela a tutti di non essere incinta; Topanga e Cory discutono allora sulla possibilità di avere bambini e decidono di aspettare finché non saranno pronti. Il padre di Angela torna in città, stavolta per chiedere alla figlia di seguirlo in Europa, dove lui dovrà stare per un anno. Shawn è molto turbato per la notizia e vorrebbe chiedere ad Angela di restare perché non vuole separarsi da lei ora che finalmente hanno trovato un equilibrio nella loro storia, pensando addirittura di farle la proposta di matrimonio, ma poi decide di lasciarla andare perché capisce che per lei cogliere l’opportunità di passare del tempo con suo padre è molto importante, visto che lui non lo ha potuto fare con Chet. Topanga ottiene un tirocinio in uno studio legale di New York, ma vorrebbe rifiutare l'offerta perché ha paura di non esserne all’altezza; tuttavia, Cory, dopo aver parlato con Mr. Feeny, capisce qual è il problema dietro a questo rifiuto e la incoraggia a rischiare ad accettare, decidendo di trasferirsi a New York con lei; da qui partirà, poi, lo spin-off Girl Meets World, ambientato circa quattordici anni dopo gli eventi della serie. Eric e Shawn decidono di trasferirsi a loro volta insieme alla coppia. Prima di partire, Eric, Cory, Shawn e Topanga decidono di fare un’ultima visita nella loro classe delle medie, dove incontrano Mr. Feeny che dà loro un'ultima lezione di vita prima di congedarli.

## Personaggi
- Cornelius A. "Cory" Matthews, interpretato da Ben Savage, doppiato da Paolo Vivio.
Il protagonista della serie. Un normale adolescente, alle prese con gli amici, i bulli e i problemi della sua età. Non è molto bravo a scuola anche se va leggermente meglio del suo amico Shawn. Col passare del tempo diventa meno svogliato, più serio e con un forte senso morale ma allo stesso tempo più pessimista e leggermente nevrotico.
- Shawn Hunter, interpretato da Rider Strong, doppiato da George Castiglia.
Il migliore amico di Cory sin da quando erano piccoli. È molto più audace e trasgressivo del suo amico, nonché più popolare. Vive in una roulotte, ha un padre alcolizzato e dovrà affrontare molti altri problemi familiari e brutti colpi, che lo porteranno persino a unirsi a una setta per un breve periodo.
- Topanga Lawrence-Matthews, interpretata da Danielle Fishel, doppiata da Ilaria Latini.
Fidanzata storica di Cory che in seguito diventa sua moglie. Il suo personaggio cambia drasticamente nel corso della serie. Nella prima stagione era una compagna stravagante e hippie, che Cory considerava un po' strana. Al liceo diventa una ragazza più normale e matura, nota per essere un'ambiziosa prima della classe.
- Eric Randall Matthews, interpretato da Will Friedle, doppiato da Marco Vivio.
Fratello maggiore di Cory. Come Topanga, il personaggio cambia molto rispetto ai primi episodi. All'inizio Eric è un ragazzo disinvolto che ci sa fare con le ragazze e per questo ammirato dal fratello minore. Nelle ultime stagioni diventa un tipo pazzo e stralunato che crea situazioni comiche col suo modo assurdo di comportarsi.
- George Hamilton Feeny, interpretato da William Daniels, doppiato da Romano Malaspina (st. 1-3) e da Pietro Biondi (st. 4-7).
Insegnante di Cory, Eric, e degli altri loro amici. In seguito diventa preside e dopo ancora professore al college.
- Alan Matthews, interpretato da William Russ, doppiato da Oliviero Dinelli (st. 1-3) e da Massimo Rossi (st. 4-7).
Padre dei fratelli Matthews.
- Amy Matthews, interpretata da Betsy Randle, doppiata da Ludovica Marineo.
Madre dei fratelli Matthews.
- Morgan Matthews, interpretata da Lily Nicksay (st. 1-2) e da Lindsay Ridgeway (st. 3-7), doppiata da Greta Bonetti (st. 1-3) e da Letizia Ciampa (st. 4-7).
La sorella minore di Eric e Cory. Durante la seconda stagione il personaggio viene notevolmente ridimensionato e compare in pochi episodi; successivamente, all'inizio della terza stagione, il personaggio scompare improvvisamente, per poi riapparire, nel mezzo della medesima stagione, interpretata da un'altra attrice.
- Stuart Minkus, interpretato da Lee Norris, doppiato da Laura Latini (st. 1) e da Davide Perino (ep. 5x24).
Compagno secchione di Cory, innamorato di Topanga e spesso preso in giro da Cory e Shawn. Scompare dopo la prima stagione, per poi riapparire come guest nell'episodio del diploma.
- Jonathan Turner, interpretato da Anthony Tyler Quinn, doppiato da Francesco Caruso Cardelli.
Insegnante di Cory, Shawn e Topanga che diventa il guardiano di Shawn nel periodo in cui i genitori lo abbandonano.
- Eli Williams, interpretato da Alex Désert, doppiato da Andrea Ward.
Un altro insegnante e migliore amico di Jonathan Turner.
- Jack Hunter, interpretato da Matthew Lawrence, doppiato da Alessandro Tiberi.
Fratellastro di Shawn che si ricongiunge a lui per frequentare il Pennbrook College. Diventa amico e coinquilino di Eric.
- Angela Moore, interpretata da Trina McGee-Davis, doppiata da Federica De Bortoli.
La prima ragazza seria di Shawn a partire dalla quinta stagione.
- Rachel McGuire, interpretata da Maitland Ward, doppiata da Barbara De Bortoli.
Vicina di Eric e Jack che attrae l'attenzione di entrambi. Ha una breve storia con Jack.

Cornelius A. "Cory" Matthews (Ben Savage) e Shawn Hunter (Rider Strong) sono gli unici personaggi ad essere apparsi almeno una volta in tutti i 158 episodi della serie.

## Incongruenze
- All'inizio della serie, Cory ed i suoi amici hanno undici anni e si presuppone frequentino la prima media; tuttavia, all'inizio della seconda stagione, i protagonisti iniziano le scuole superiori e così via per gli anni successivi fino alla settima stagione quando i ragazzi avranno terminato il secondo anno di college. Questo balzo temporale non viene mai spiegato nel corso della serie, lasciando presupporre che le vicende avvenute durante la seconda e terza media siano state messe da parte.
- Nel quarto episodio della prima stagione, Cory non è contento della sua pettinatura, allora Shawn gli procura alcuni prodotti presi in prestito dalla sorella. Tuttavia, nelle stagioni successive, approfondendo la vita privata di Shawn, non viene menzionata alcuna sorella, viene anzi lasciato intendere che sia figlio unico, fino alla comparsa del fratellastro Jack.
- In un episodio della prima stagione viene rivelato che Topanga ha una sorella. Questo personaggio non ricompare più nel corso delle stagioni e anzi viene fatto intendere che Topanga sia figlia unica.

## Episodi
| Stagione         | Episodi | Prima TV originale | Prima TV Italia |
| ---------------- | ------- | ------------------ | --------------- |
| Prima stagione   | 22      | 1993-1994          | 1996            |
| Seconda stagione | 23      | 1994-1995          | 1996            |
| Terza stagione   | 22      | 1995-1996          | 2001            |
| Quarta stagione  | 22      | 1996-1997          | 2001            |
| Quinta stagione  | 24      | 1997-1998          | 2003            |
| Sesta stagione   | 22      | 1998-1999          | 2005            |
| Settima stagione | 23      | 1999-2000          | 2005            |

### Crossover
Gli episodi The Witches of Pennbrook e No Guts, No Cory della quinta stagione sono dei crossover con Sabrina, vita da strega.

## Sequel
Il sequel, Girl Meets World, ambientato 14 anni dopo gli eventi di Crescere che fatica!, segue le vicende di Riley, figlia di Cory e Topanga, e della sua migliore amica Maya. La nuova serie debutta negli Stati Uniti il 27 giugno 2014 e in Italia il 9 novembre 2014.

## DVD
In America, la Walt Disney Studios Home Entertainment ha pubblicato le prime tre stagioni sospendendo poi la pubblicazione per scarse vendite dei cofanetti pubblicati. Successivamente, la Lionsgate ha comunicato di aver acquisIto i diritti della serie e che, nel 2009, avrebbe pubblicato tutta la serie in DVD, comprese le stagioni non edite dalla Disney precedentemente.